# 鶴橋俊宏
鶴橋 俊宏（つるはし としひろ、1957年〈昭和32年〉 - ）は、日本の言語学者（国語学）。学位は博士（文学）（國學院大學・2014年）。静岡県立大学名誉教授。
静岡県立大学短期大学部一般教育等教授などを歴任した。

## 概要
国語学を専攻する静岡県出身の言語学者である。江戸言葉と東京方言の比較研究や、助動詞の研究などで知られている。永年にわたり静岡県立大学の短期大学部にて教鞭を執った。

## 来歴

### 生い立ち
1957年（昭和32年）、静岡県生まれ。國學院大學に進学し、文学部の文学科にて学ぶ。1982年（昭和57年）に國學院大學を卒業し、同大学の大学院に進む。1984年（昭和59年）には文学修士の学位を取得した。1988年（昭和63年）、文学研究科の博士後期課程を単位修得退学する。なお、のちに「近世語推量表現の研究」と題した博士論文を執筆しており、2014年（平成26年）3月11日に國學院大學より博士（文学）の学位を授与されている。

### 研究者として
1990年（平成2年）、拓殖大学にて講師を非常勤で務めた。翌年、静岡県立大学短期大学部にて講師を常勤で務めることとなる。1996年（平成8年）、静岡県立大学短期大学部の助教授に昇任する。さらに静岡県立大学短期大学部の一般教育等を担当する教授を務めていた。退職後、これまでの功績に鑑みて静岡県立大学より名誉教授の称号が授与されることになった。2023年（令和5年）11月16日に名誉教授称号授与式が挙行され、静岡県立大学学長の尾池和夫より「長きにわたり、教育、研究等で本学の発展に貢献されたことに深く敬意を表す」として名誉教授称号記を授与された。

## 研究
専門は言語学であり、特に国語学の分野を研究している。具体的には、江戸言葉や東京方言を比較する研究や、助動詞について史的な見地からの研究を行っている。2013年（平成25年）には、近世の推量表現についての考察を纏めた『近世語推量表現の研究』を上梓した。この『近世語推量表現の研究』に対して2013年度（平成25年度）の吉川博士記念賞が贈られることになり、2014年（平成26年）3月に國學院大學学長の赤井益久より賞状などが授与された。2016年（平成28年）12月には、教員活動評価において業績が優秀と認められ静岡県立大学学長表彰を受けた。
学会としては、日本語学会、近代語研究会に所属していた。近代語研究会は発足メンバーの一人でもあり、運営委員や編集委員を務めていた。

## 略歴
- 1957年 - 静岡県にて誕生。
- 1982年 - 國學院大學文学部卒業。
- 1988年 - 國學院大學大学院文学研究科博士後期課程単位修得退学。
- 1990年 - 拓殖大学講師。
- 1991年 - 静岡県立大学短期大学部講師。
- 1996年 - 静岡県立大学短期大学部助教授。
- 2023年 - 静岡県立大学名誉教授。

## 賞歴
- 2014年 - 吉川博士記念賞。
- 2016年 - 静岡県立大学学長表彰。

## 著作

### 単著
- 鶴橋俊宏著『近世語推量表現の研究』清文堂出版、2013年。ISBN 9784792409777

### 共著
- 飛田良文編著『日本語文章表現法』白帝社、1997年。ISBN 4891743166
- 小野正弘編、平林香織ほか著『近世の語彙――身分階層の時代』朝倉書店、2020年。ISBN 978-4-254-51664-7

### 寄稿、分担執筆、等
- 近代語学会編『近代語研究』8集、武蔵野書院、1990年。ISBN 4838601131
- 飛田良文編『国語論究』12集、明治書院、2006年。ISBN 4625433347

## 関連人物
- 赤井益久
- 尾池和夫
- 飛田良文